# Assendelfter kast
Assendelft stond lange tijd onder de invloedssfeer van het aangrenzende Zuiderzeegebied. In de 17de eeuw werden diverse Assendelftse kasten vervaardigd. Deze kast wordt naar het type een Assendelfter kast genoemd. Dat wil geenszins zeggen dat de kast ook uit Assendelft afkomstig is – ze kan net zo goed elders in de Zaanstreek zijn geproduceerd. De benaming Assendelfter is pas aan het einde van de 19de eeuw ontstaan.
Dit type kast heeft een open midden gedeelte; daarboven en daaronder tweemaal twee deurtjes en het middenvak.

Assendelfter kast uit 1676 uit collectie Zuiderzeemuseum

De afgebeelde kast uit 1676 draagt in vier taferelen de vaker voorkomende bijbelse geschiedenis van Jozef uit. Jozef werd door zijn broers verkocht en groeide op aan het hof van de farao in Egypte. De 4 taferelen zijn: Jozef droomt dat zon, maan en sterren voor hem buigen (Gen. 37: 9-10) - Jozef in de put geworpen (Gen. 37 12:24) - de broers van Jozef komen terug bij Jacob (Gen. 42 29:38) - Jozef troost zijn broers (Gen. 5015:21). De oudtestamentische geschiedenis van Jozef is lange tijd een bijzonder geliefd bijbelgedeelte geweest. Vooral in de 17de eeuw was het zeer bekend in de noordelijke Nederlanden. Er zijn in die tijd dan ook veel voorstellingen van vervaardigd. De populariteit is waarschijnlijk terug te voeren op de duidelijke moraal in het verhaal: het kwaad wordt gestraft en het goede zal uiteindelijk zegevieren. Aan de voorkant van de kast zijn aan weerszijden van de deuren tulpen en anjers geschilderd - typisch 17de-eeuwse decoraties. Bijzonder is de rebus op de middenlijst: Vat de Tijd en Leer de Wereld kennen I676: De woorden zijn met een vaatje (Vat), een gevleugelde zandloper (Tijd), een trap (Leer) en een wereldbol (Wereld) verbeeld. Door de knop op de lijst lijkt het alsof er een lade achter zit. Dat is echter niet het geval. Achter dit nep-ladefront loopt de kastruimte van de onderdeuren gewoon door. De rebus, in combinatie met de nep lade, steekt de draak met het 17de-eeuwse gebruik om in kasten een verborgen lade aan te brengen.
Het Jozefverhaal werd vergeleken met de eigen geschiedenis. De onderdrukking van Jozef stond in de zeventiende eeuw gelijk aan de overheersing door de Spanjaarden.
In het Zuiderzeemuseum staat de Assendelfter kast van Maritje Boneveld-Teerhuis, die haar hele leven op Marken woonde. Tijdens de watersnood van 1916 werd haar huis zwaar getroffen, maar de kast bleef vrijwel onbeschadigd. Alleen de middendeurtjes met spijltjes moesten worden vervangen. De deurtjes van de kast zijn beschilderd met voorstellingen uit het Oude Testament, o.a. ontmoetingen tussen profeet Samuel en Saul, die koning van Israel werd. Mw. Boneveld-Teerhuis gebruikte de kast voor haar persoonlijke bezittingen, waaronder haar kleding.